# Diokletianspalast

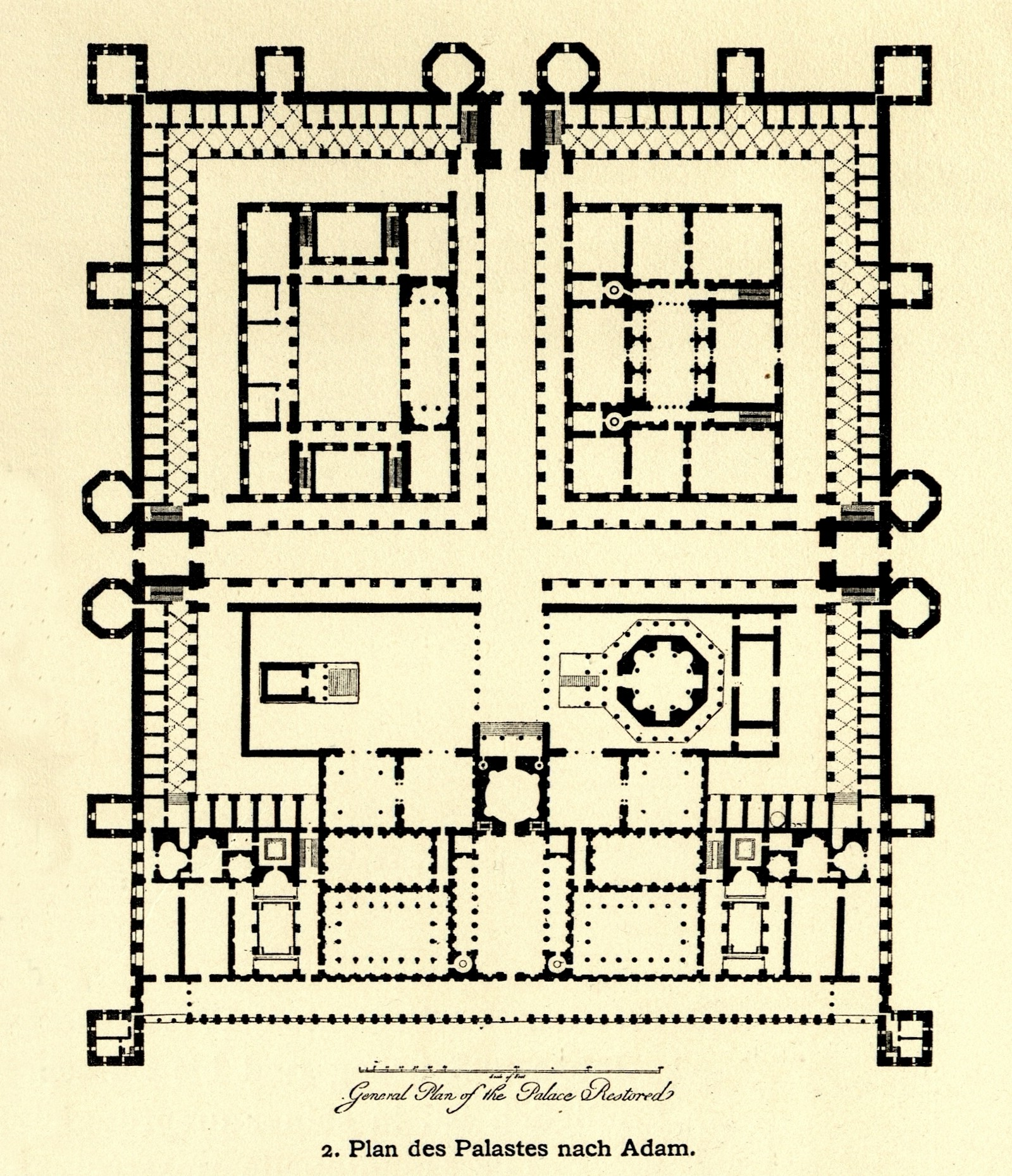
Grundriss des Diokletianspalasts

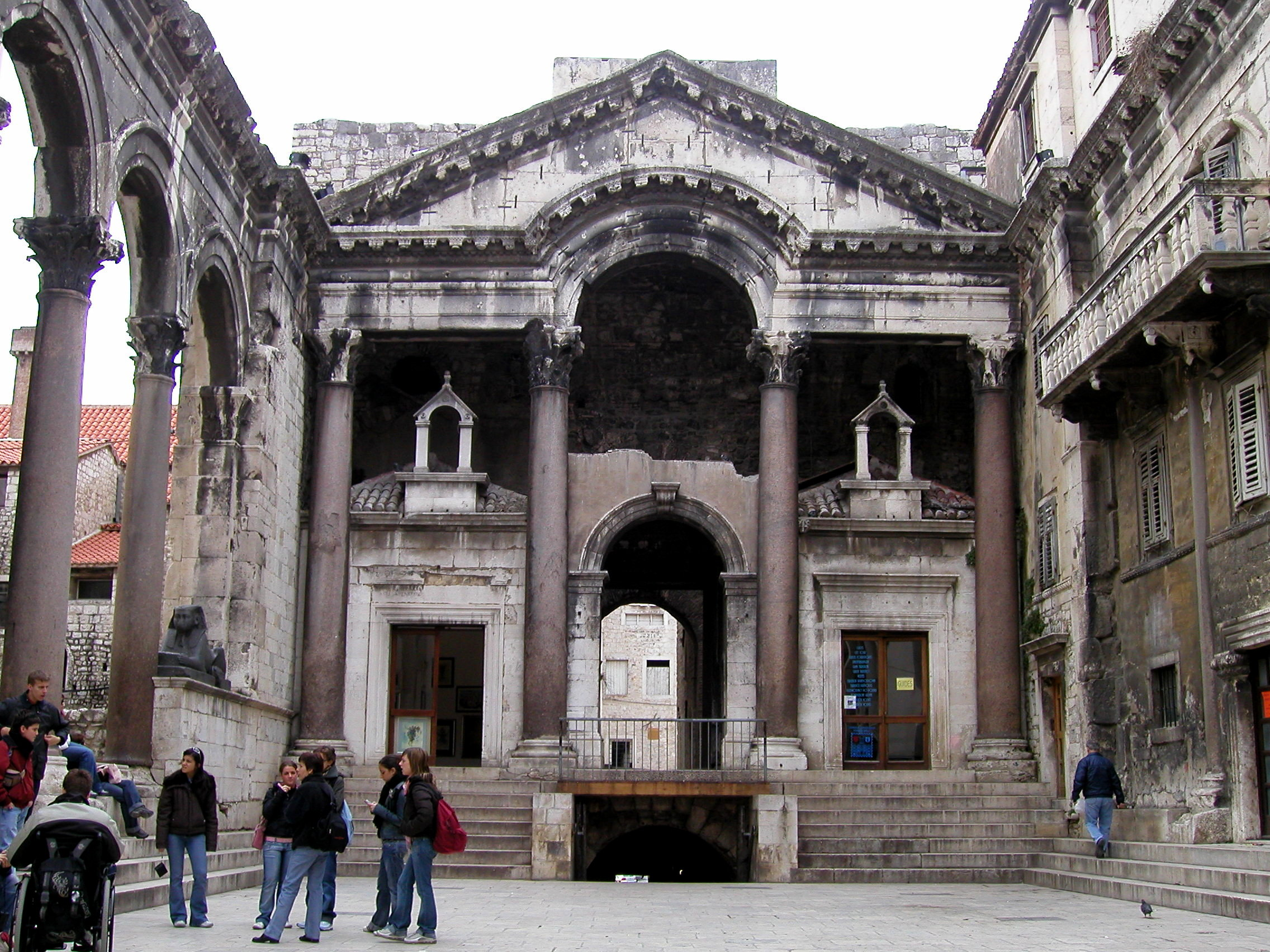
Syrischer Bogen im Peristyl innerhalb des Palastkomplexes

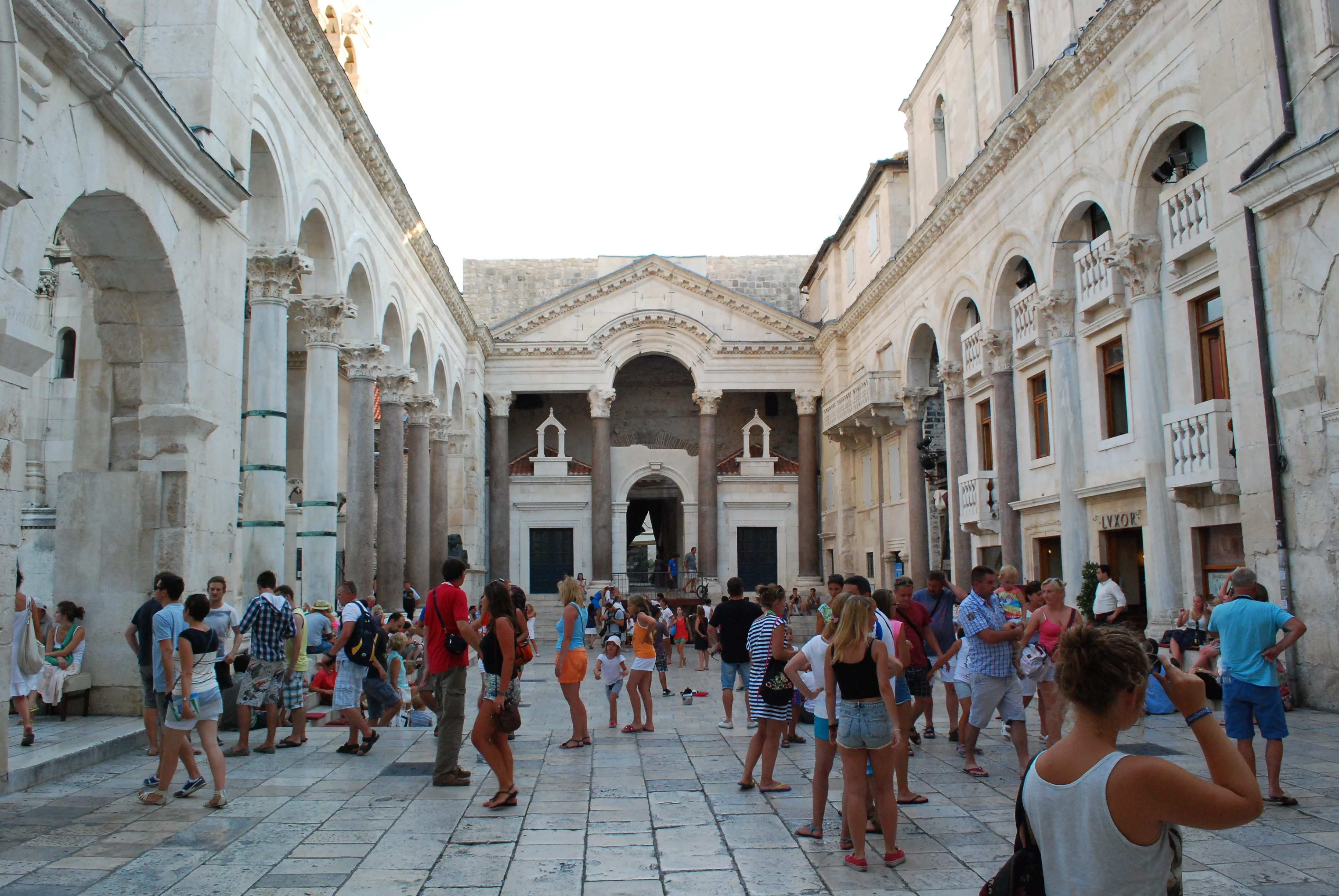
Das Peristyl am 5. August 2013

Der Diokletianspalast (kroatisch Dioklecijanova palača) ist ein antiker Baukomplex, der als Alterssitz für den römischen Kaiser Diokletian diente, welcher als einziger römischer Kaiser 305 n. Chr. freiwillig aus dem Amt schied, gemeinsam mit seinem Mitkaiser Maximian. Der Diokletianspalast bildet heute die Innenstadt der kroatischen Hafenstadt Split und wurde nach der Römerzeit zu einer bewohnten Festung umgewandelt, welche in der Folge an unterschiedliche kulturelle Einflüsse angepasst wurde. Zahlreiche Gebäude oder bautechnische Veränderungen aus unterschiedlichen Epochen zeugen von der lebhaften Geschichte der Stadt Split. Die UNESCO erklärte den Innenstadt-Bereich des Palastes im Jahr 1979 zum Weltkulturerbe.

## Baugeschichte
Der römische Kaiser Diokletian ließ sich für die letzten Jahre seines Lebens einen ausgedehnten Palastkomplex bauen, den er nach der Abdikation im Jahre 305 auch bewohnte. Er ließ diesen in der Nähe seines Geburtsortes Dioclea (auch Dognidolatz), in der Nähe von Solin in der Provinz Dalmatia ansiedeln. Ein oktogonales Mausoleum sollte den Körper des Kaisers nach dessen Tod aufnehmen. Der Bau wurde in Rekordzeit in den Jahren von etwa 295 bis 305 n. Chr. errichtet. Die eingemeißelten griechischen Namen Filatos und Zotikos lassen den Schluss zu, dass die Baumeister aus dem Osten gekommen waren. Der Diokletianspalast zeichnete sich durch seine außergewöhnliche strategische Lage in der Mitte des Römischen Reiches aus.
Der Palast blieb nach dem Tod von Diokletian im Besitz der römischen Kaiser. So ist überliefert, dass der letzte Kaiser des Weströmischen Reiches, Julius Nepos, im Jahre 475 im Palast Zuflucht fand. Als im 7. Jahrhundert Awaren und Slawen in den Raum an der Bucht von Kaštela eindrangen, flüchteten Teile der Bevölkerung aus den umkämpften Gebieten in den Palast. Damit begann die Umwandlung des ehemaligen kaiserlichen Sommerpalastes zur mittelalterlichen Stadt. Das Mausoleum des Diokletian wurde in eine Kathedrale umgestaltet.

## Baukomplex

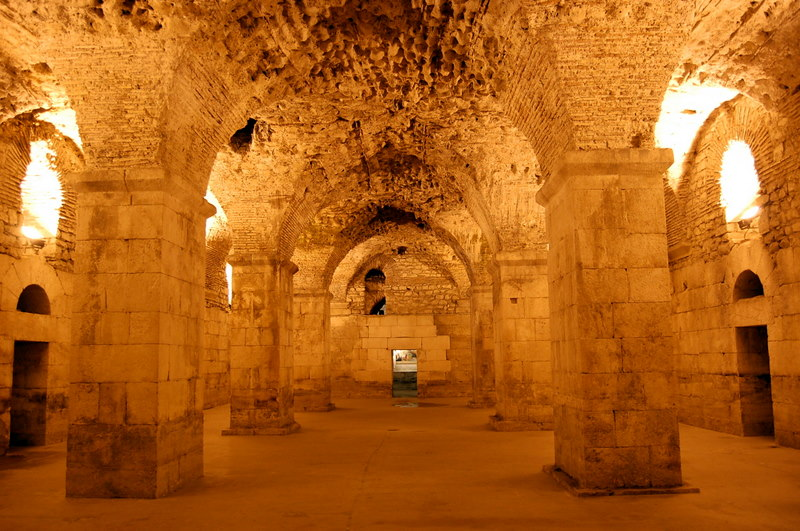
Kellergewölbe im Diokletianspalast Split

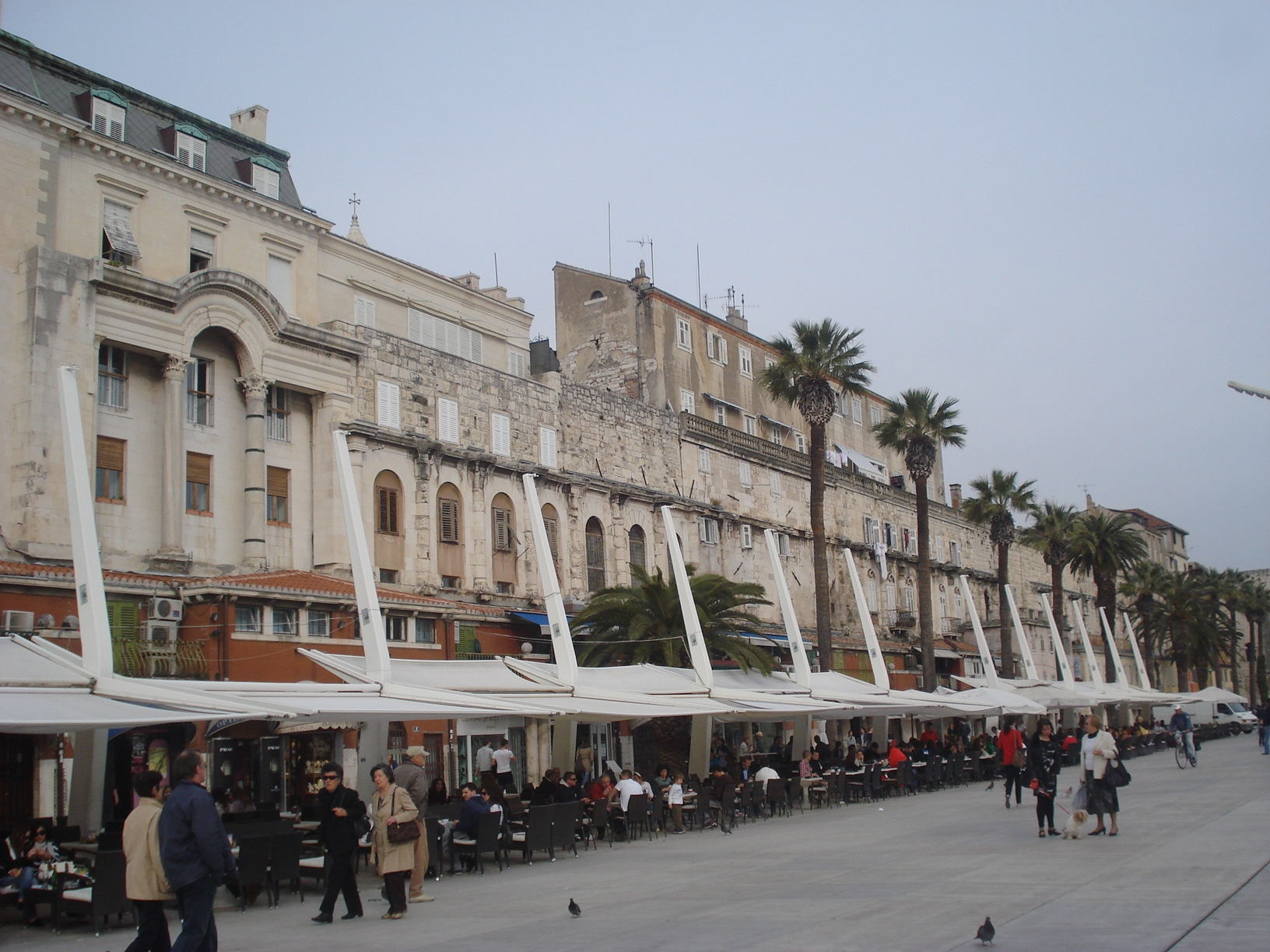
Südseite des Palastes heute

Es handelte sich um ein aus römischer Villen- und Palastarchitektur, Militär- und Stadtarchitektur sowie Sakralarchitektur zusammengesetztes Bauwerk. Der auf einem rechteckigen Grundriss errichtete Palast nahm eine Fläche von etwa 30.000 m² ein (etwa 215 × 180 Meter). Nach außen grenzte sich der Bau durch starke Mauern mit viereckigen Ecktürmen und zusätzlichen vorspringenden Türmen an den Fassaden deutlich ab, außer an der zum Meer gewandten Südfassade. Anhand der unterirdischen Hallen können die Dimensionen des einstigen Palastes am besten nachvollzogen werden. Diese Hallen waren über viele Jahrhunderte durch Abfälle verborgen.
Im Inneren teilen eine Querstraße (Decumanus) und eine Längsstraße (Cardo) – entsprechend der Architektur römischer Militärlager – die Anlage in etwa gleich große Teile. In den nördlichen Bereichen fanden sich bei archäologischen Grabungen Reste zweier großer Gebäude mit rechteckigen Grundrissen, deren Funktionen bisher nicht ganz geklärt werden konnten. Vielleicht waren diese Bauten militärische Einrichtungen.
Im südlichen Teil des Palastes lagen links und rechts eines mittigen Peristyls größere Höfe mit Kultdenkmälern (drei Tempel und Diokletians Mausoleum); im südlicheren Viertel erhielten sich Reste der kaiserlichen Wohnung mit vielen unterschiedlichen Raumformen.

## Veränderungen über die Jahrhunderte
Im Laufe der Jahrhunderte wurde die ursprüngliche Architektur verändert, doch die Einwohner dieser Stadt, die später Spalatum (von lat. Salonae Palatium), dann Split genannt wurde, wussten – unter byzantinischer, venezianischer und österreichisch-ungarischer Herrschaft – die Struktur des Palastes zu nutzen und sie dabei so wenig wie möglich zu beschädigen.

## Bedeutende Sehenswürdigkeiten
Das Peristyl des Palastes, das Diokletianmausoleum (die heutige römisch-katholische Kathedrale des Hl. Domnius), der Jupiter-Tempel (heute Taufkapelle des Hl. Johannes), die Säulengänge auf der Straße, eine frühkroatische Kirche, romanische und venezianische Gebäude, das Tor von Andrija Buvina und Werke von Giorgio di Matteo sind gut erhalten.